# La Capelle-et-Masmolène
 La Capelle-et-Masmolène  es una comuna francesa situada en el departamento de Gard, en la región Occitania.

## Demografía
| 276 | 276 | 233 | 298 | 323 | 373 | 426 |
| Para los censos de 1962 a 1999 la población legal corresponde a la población sin duplicidades (Fuente: INSEE [Consultar]) |     |     |     |     |     |     |